# كريس جينينغز
كريس جينينغز هو ملحن كندي، ولد في 12 أغسطس 1978 في كالغاري في كندا.

## وصلات خارجية
- كريس جينينغز على موقع ميوزك برينز (الإنجليزية)
- كريس جينينغز على موقع أول ميوزيك (الإنجليزية)
- كريس جينينغز على موقع ديسكوغز (الإنجليزية)